# Província de Cà Mau
La província de Cà Mau és una província del Vietnam, que porta el nom de la seva capital. Es troba al delta del Mekong, al sud de Vietnam, i és la més meridional de les 63 províncies del Vietnam. Limita al nord amb les províncies de Kiên Giang i Bạc Liêu, a l'oest amb el golf de Tailàndia i al sud i a l'est amb el mar de la Xina Meridional.

## Economia
Envoltada d'aigua per tres costats, la pesca és una indústria important a la província de Cà Mau. Una extensa xarxa de canals també dona suport a un sector agrícola fort, a més de proporcionar un mitjà de transport popular. La reserva de la biosfera d'U Minh i Mũi Cà Mau, el punt més al sud de Vietnam, també serveixen com a destinacions turístiques importants. El Parc Nacional Mũi Cà Mau es troba a Mũi Cà Mau.

## Tempesta tropical Linda (1997)
El novembre de 1997, la península de Cà Mau va ser colpejada per la Tifó Linda. Milers de persones van morir, i s'estima que 200.000 habitatges van ser destruïts, juntament amb bona part de la flota pesquera de Cà Mau.